# Луїджі Міралья (адмірал)
Луїджі Міралья (італ. Luigi Miraglia, 6 листопада 1876, Рим - 11 березня 1972, Рим) — італійський адмірал та політик

## Біографія
Луїджі Міралья народився 6 листопада 1876 року у Римі. У 1890 році вступив до Військово-морської академії в Ліворно, яку закінчив у 1895 році у званні гардемарина. Ще будучи курсантом, брав участь в першій італо-ефіопській війні. Після закінчення академії ніс службу на різних кораблях. У 1900 році отримав звання лейтенанта.
У 1904 році на борту крейсера «Марко Поло» брав участь у придушенні боксерського повстання.
Під час перебування на Далекому Сході, коли на кораблі виникла пожежа в пороховому погребі, взяв активну участь у її ліквідації, за що був нагороджений Срібною медаллю «За військову доблесть».
У 1914 році Луїджі Міралья отримав звання капітана III рангу. Брав участь у Першій світовій війні на борту крейсера «П'ємонте», який діяв в Егейському морі. Згодом командував різними кораблями, зокрема міноносцем «Прочіоне», підводним човном «Антоніо Пачінотті», допоміжним крейсером «Чітта ді Кальярі». За участь у бойових діях був нагороджений Хрестом «За військові заслуги». У 1917 році отримав звання капітана II рангу. 
Протягом 1920-1923 років Луїджі Міралья командував авіацією у південній частині Тірренського моря, в той же період отримав патент пілота гідролітака. У 1923 році отримав звання капітана I рангу і був призначений у департамент авіації генерального штабу флоту. 
Протягом 1924-1926 років був військово-морським аташе в Москві. Повернувшись до Італії, протягом 1929-1930 років був начальником штабу військово-морського командування південного сектору Тірренського моря (штаб-квартира - Неаполь).
У 1931 році Луїджі Міралья був призначений ад'ютантом короля Віктора Емануїла III. Здійснив разом з королем подорож ло Еритреї. У 1934 році отримав звання дивізійного адмірала і був призначений командувачем 1-ї морської дивізії (флагманський корабель - «Горіція», потім - «Фіуме»).
У 1935 році Луїджі Міралья отримав звання ескадреного адмірала і був призначений командувачем військово-морського командування в Іонічному морі та південній Адріатиці (штаб-квартира - Таранто). 
Протягом 1936-1937 років був віцепрезидентом, а протягом 1937-1938 років - президентом Вищої ради флоту (італ. Consiglio superiore di Marina). Протягом 1938-1939 років був командувачем військово-морського командування в Тірренському морі.
У 1939 році Луїджі Міралья був призначений сенатором Королівства Італія. Того ж року вийшов у відставку у зв'язку із досягненням граничного віку служби.
Після вступу Італії у Другу світову війну Луїджі Міралья відмовився від посади надзвичайного комісара Італійської військово-морської ліги (італ. Lega navale italiana) влітку 1942 року, оскільки вважав, що вона перетворилася на пропагандистський орган фашистської партії. Так само після капітуляції Італії він відмовився присягнути на вірність новоствореній Італійській соціальній республіці восени 1943 року. Тривалий час переховувався, але у квітні 1944 року був заарештований у Флоренції і поміщений в одиночну камеру, де перебував аж до звільнення північної Італії союзниками.
Але незважаючи на це, Вищий суд із санкцій проти фашизму у серпні 1945 року розглядав справу Луїджі Міралья на предмет можливої співпраці з фашистським режимом. Хоча його вина не була доведена, Луїджі Міралья, вважаючи свою політичну та військову, кар’єру завершеною, залишив посаду сенатора і оселився на своїй віллі в Римі, де й помер 11 березня 1972 року.

## Нагороди
- Срібна медаль «За військову доблесть»
- Хрест «За військові заслуги»
- Кавалер Ордена Святих Маврикія та Лазаря
- Офіцер Ордена Святих Маврикія та Лазаря
- Командор Ордена Святих Маврикія та Лазаря
- Великий офіцер Ордена Святих Маврикія та Лазаря
- Кавалер Ордена Корони Італії
- Офіцер Ордена Корони Італії
- Командор Ордена Корони Італії
- Великий офіцер Ордена Корони Італії
- Командор Колоніального ордена Зірки Італії
- Великий офіцер Колоніального ордена Зірки Італії
- Медаль «За китайську  кампанію»
- Пам'ятна медаль Італо-австрійської війни 1915—1918
- Медаль Перемоги
- Медаль «В пам'ять об'єднання Італії»
- Маврикіанська медаль заслуг за 10 п'ятиліть бездоганної військової кар'єри
- Золотий хрест за вислугу років
- Почесна медаль за довголітнє судноводіння